# 亚利桑那州历史
首批印第安人在公元前16000年与公元前10000年之间到达现在的亚利桑那州所在地区。有记载的亚利桑那州历史开始于1539年，方济各会修道士Marcos de Niza在该地区探险。1810年墨西哥从西班牙独立出来以后，该地区成为墨西哥的西北边疆。1848年美墨战争末，美国占有了亚利桑那的大部。1853年蓋茲登購地从墨西哥获得了赫拉河南面的土地。亚利桑那行政上是新墨西哥领地的一部分，直到1863年2月14日它被组织为一块分开的领地。1912年2月14日，亚利桑那正式成为美国州份之一。